# Contea di Converse
La contea di Converse (in inglese Converse County) è una contea dello Stato del Wyoming, negli Stati Uniti. La popolazione al censimento del 2000 era di 12 052 abitanti. Il capoluogo di contea è Douglas.

## Geografia
Il territorio è collinare e con diversi canyon nel nord e caratterizzato da montagne ricche di foreste nel sud-ovest. Il sud-ovest della contea è occupato dalle Laramie Mountains. Il North Platte scorre nella contea da nord-ovest a sud-est, passando per Douglas.

### Contee confinanti
- Contea di Campbell - nord
- Contea di Weston - northeast
- Contea di Niobrara - east
- Contea di Platte - southeast
- Contea di Albany - south
- Contea di Carbon - southwest
- Contea di Natrona - west
- Contea di Johnson - northwest

## Storia
La contea fu istituita nel 1888 da parti delle contee di Albany e Laramie e deve il suo nome a Amasa R. Converse. Douglas ne divenne il capoluogo lo stesso anno.

## Comuni

### City
- Douglas (capoluogo)

### Towns
- Glenrock
- Rolling Hills
- Lost Springs

### Census-designated places
- Esterbrook
- Orin